# Veréb Krisztián
Veréb Krisztián (Miskolc, 1977. július 27. – Santo Domingo, 2020. október 24.) olimpiai bronzérmes, kétszeres világbajnoki ezüstérmes és háromszoros Európa-bajnoki ezüstérmes magyar kajakozó volt.

## Pályafutása
Veréb Krisztián a 2000-es sidney-i olimpián K2 1000 méteren szerzett bronzérmet Bártfai Krisztiánnal. Duóként K2 1000 méteren a 2001-es poznańi világbajnokságról, valamint a 2000-es és 2001-es Európa-bajnokságról hozták el az ezüstérmet.
2012-től öt éven át Tajvanon, majd Indonéziában, 2018-tól a Dominikai Köztársaságban edzősködött.

## Halála
2020. október 24-én Dominikán motorbalesetben hunyt el. A Szentpéteri kapui temetőben nyugszik.